# Charm La’Donna
Charm La’Donna (geboren am 14. Mai 1988 in Compton (Kalifornien); bürgerlich Charmaine Jordan) ist eine US-amerikanische Tänzerin,  Choreografin und Sängerin. Sie choreografiert für bekannte mit Sängerinnen und Sänger, darunter Rosalía, Dua Lipa, Selena Gomez und Kendrick Lamar.

## Kindheit, Jugend und Ausbildung
Charmaine Jordan wuchs gemeinsam mit ihrem älteren Bruder Yki bei ihrer alleinerziehenden Mutter Debbie auf. Ihren Erfolg verdanke sie ihrer Mutter und Großmutter sowie ...

“... the village of women in Compton, all connected by blood, friendship or simply proximity.”

„... dem Dorf der Frauen in Compton, alle verbunden durch Blutsverwandschaft, Freundschaft oder einfach Nähe.“

Yki ist ein Rapper und Songschreiber. Er bewog Charm La’Donna, ebenfalls eine eigene Plattenkarriere zu verfolgen. Nachdem er jedoch zu einer Haftstrafe von 75 Jahren verurteilt worden war, gab sie diesen Plan auf und wandte sich ganz dem Tanz zu. Bereits mit drei Jahren hatte ihre Mutter sie bei einem örtlichen Kulturzentrum angemeldet, das Tanzkurse anbot. Mitarbeiter des Zentrums vermittelten sie an die Regina’s School of the Arts, wo sie trainierte, bis sie zu Miss Monica’s Dance School wechselte. Mit 10 Jahren wurde sie der Choreografin Fatima Robinson beim Casting für ein Musikvideo des Rappers Mase vorgestellt. Fatima Robinson erkannte ihr Talent und wurde zu ihrer Mentorin. 2006 schloss Charm La’Donna ihre Ausbildung an der Los Angeles County High School for the Arts ab. Anschließend studierte sie Weltkunst und Kultur an der University of California, Los Angeles bis zum Abschluss als Bachelor of Arts.

## Karriere
Während ihres letzten Jahres an der University of California wurde Charm La’Donna von Madonna als Hintergrund-Tänzerin für ihre Confessions Tour engagiert. Während der Tournee unterstützte sie Fatima Robinson dabei, mehrere Musikvideos, Fernsehauftritte und die Halbzeit-Shows beim Super Bowl zu choreografieren. Durch diese Arbeiten lernte sie den Rapper Kendrick Lamar kennen, der wie sie aus Compton stammte. Sie wirkte an der Choreografie für ihn bei den BET Awards 2015 mit. 2017 engagierte Kendrick Lamar sie als Solotänzerin und Choreografin für seine DAWN-Tour. Auch bei den 60th Annual Grammy Awards 2018 choreografierte und tanzte sie für seine Bühnenshow.
Ihre Reputation wuchs, als sie Musikvideos und Bühnenauftritte für Rosalía, Selena Gomez, Dua Lipa und Meghan Trainor in Szene setzen konnte. Dua Lipa hatte zuvor für einen musikalisch überzeugenden, aber tänzerisch unbeholfenen Auftritt bei den Brit Awards 2018 schlechte Kritiken ertragen müssen. Sie engagierte daraufhin Charm La’Donna als professionelle Choreografin. Dank deren Unterstützung machte sie im Jahr darauf mit ihrem Auftritt bei den MTV Europe Music Awards 2019 auch in tänzerischer Hinsicht Furore. Seitdem arbeiten die beiden Künstlerinnen zusammen.
Mit ihrer Arbeit für das Musikvideo Con altura von Rosalía und J Balvin gewann Charm La’Donna den MTV Video Music Award 2019 für die beste Choreografie. Sie war die alleinige Choreografin für the Weeknds Show zur Halbzeit des Super Bowl LV.
Sie arbeitet mit ihrer Co-Choreografin Sharon June zusammen. Beider Arbeit zeichnet sich durch hohe Versatilität aus. Für jede Sängerin und jeden Sänger, die oder den sie betreuen, schaffen sie eine Choreografie, deren Stil individuell auf die jeweilige Künstlerpersönlichkeit zugeschnitten ist. Dazu gehört auch die Fähigkeit zur Improvisation: Wenn sich beispielsweise eine Künstlerin vor ihrem Auftritt verletzt, so dass sie eine bestimmte zuvor eingeübte Bewegung nicht mehr ausführen kann, finden sie in der gebotenen Kürze der Zeit eine machbare Alternative.
Charm La’Donnas musikalische Ambitionen lebten 2020 wieder auf. Im Februar dieses Jahres unterschrieb sie einen Plattenvertrag mit Epic Records und veröffentlichte die beiden Singles So & So und Westside. Ihr erstes Extended Play, La’Donna, erschien im April 2021.

## Filmografie
| Jahr | Medium     | Titel                                 | Rollen                                   | Anmerkungen                                                   | Beleg  |
| ---- | ---------- | ------------------------------------- | ---------------------------------------- | ------------------------------------------------------------- | ------ |
| 2010 | Fernsehen  | Barbie in a Mermaid Tale              | Choreografin und Motion-Capture-Tänzerin | In den Credits als Charmaine Jordan                           | [ 14 ] |
| 2012 | Film       | Sparkle                               | Backup Singer                            | In den Credits als Charmaine Jordan                           | [ 15 ] |
| 2013 | Fernsehen  | CeeLo Green is Loberace               | Choreografin und Creative Director       | In den Credits als Charmaine Jordan                           | [ 16 ] |
| 2014 | Musikvideo | All About that Bass                   | Choreografin                             | Bühnenstar: Meghan Trainor, Regie Fatima Robinson             |        |
| 2015 | Fernsehen  | The Wiz Live!                         | Tänzerin und Assistenz-Choreografin      | In den Credits als Charmaine Jordan                           | [ 17 ] |
| 2016 | Fernsehen  | Dance Camp                            | Assistenz-Choreografin                   | In den Credits als Charmaine Jordan                           | [ 18 ] |
| 2016 | Musikvideo | Slumber Party                         | Choreografin                             | Bühnenstars: Britney Spears, Tinashe, Regie Colin Tilley      |        |
| 2016 | Fernsehen  | The Oscars                            | Assistenz-Choreografin                   | TV-Sondersendung                                              | [ 19 ] |
| 2018 | Musikvideo | Malamente                             | Choreografin                             | Bühnenstar: Rosalía                                           |        |
| 2018 | Musikvideo | Let You Be Right                      | Choreografin                             | Bühnenstar: Meghan Trainor, Regie Colin Tilley                |        |
| 2018 | Musikvideo | Pienso en tu mira                     | Choreografin                             | Bühnenstar: Rosalía, Regie Henry Scholfield                   |        |
| 2019 | Film       | There Once was a Woman                | Chickadee                                |                                                               | [ 20 ] |
| 2019 | Fernsehen  | Generations                           | Choreografin                             | Episode Flamenco                                              |        |
| 2019 | Musikvideo | Pienso en tu mira                     | Choreografin                             | Bühnenstar: Rosalía, Regie Henry Scholfield                   |        |
| 2019 | Musikvideo | De aquí no sales                      | Choreografin                             | Bühnenstar: Rosalía, Regie Diana Kunst und Mau Morgó          |        |
| 2019 | Musikvideo | Con altura                            | Choreografin                             | Bühnenstars: Rosalía, J Balvin, El Guincho                    |        |
| 2019 | Musikvideo | Con altura                            | Choreografin                             | Bühnenstar: Rosalía, Regie Bradley Bell und Pablo Jones-Soler |        |
| 2019 | Musikvideo | Look at her now                       | Choreografin                             | Bühnenstar: Selena Gomez, Regie Sophie Muller                 |        |
| 2019 | Musikvideo | Wave                                  | Choreografin                             | Bühnenstars: Meghan Trainor, Mike Sabath Regie Mathew Cullen  |        |
| 2020 | Fernsehen  | Graduate Together                     | Choreografin                             | TV-Sondersendung                                              | [ 21 ] |
| 2020 | Musikvideo | Westside                              | Lead-Tänzerin                            | Regie gemeinsam mit Emil Nava                                 |        |
| 2020 | Musikvideo | Physical                              | Choreografin                             | Bühnenstar: Dua Lipa                                          |        |
| 2020 | Musikvideo | Break My Heart                        | Choreografin                             | Bühnenstar: Dua Lipa, Regie Henry Scholfield                  |        |
| 2020 | Musikvideo | Make You Dance                        | Choreografin                             | Bühnenstar: Meghan Trainor                                    |        |
| 2020 | Musikvideo | Levitating                            | Choreografin                             | Bühnenstars: Dua Lipa, DaBaby, Regie Warren Fu                |        |
| 2021 | Musikvideo | Queen                                 | Lead-Tänzerin                            | Regie gemeinsam mit Emil Nava                                 |        |
| 2021 | Musikvideo | Palm Trees                            | Lead-Tänzerin                            | Regie gemeinsam mit Emil Nava                                 |        |
| 2021 | Fernsehen  | The Pepsi Super Bowl LV Halftime Show | Choreografin                             | TV-Sondersendung                                              | [ 11 ] |
| 2022 | Musikvideo | The Motto (Part II)                   | Choreografin und Regie                   | Bühnenstars: Tiësto und Ava Max                               |        |
| 2022 | Musikvideo | Rich Spirit                           | Choreografin                             | Bühnenstar Kendrick Lamar, Regie Kendrick Lamar und Dave Free |        |
| 2022 | Musikvideo | Count Me Out                          | Choreografin                             | Bühnenstar Kendrick Lamar, Regie Kendrick Lamar und Dave Free |        |
| 2023 | Musikvideo | Mother                                | Choreografin und Regie                   | Bühnenstar: Meghan Trainor                                    |        |
| 2023 | Musikvideo | Dance The Night                       | Choreografin                             | Bühnenstar: Dua Lipa, Regie Greta Gerwig                      |        |
| 2024 | Musikvideo | Not Like Us                           | Choreografin                             | Bühnenstar Kendrick Lamar, Regie Kendrick Lamar und Dave Free |        |